# دريد
دريد (بالإنجليزية: Dredd) هو فيلم خيال علمي وأكشن في عام 2012 من إخراج بيت ترافيس وكتابة وإنتاج أليكس جارلاند. كان مبنيًا على بطل سلسلة الكتاب الهزلي القاضي دريد الذي نشر عام 2000، الذي أنشأه جون واجنر وكارلوس إزكويرا. كارل أوربان هو بطل الفيلم في دور القاضي دريد، وهو ضابط إنفاذ قانون يتمتع بقدرات القاضي والمحلف والجلاد، في مدينة كبيرة بائسة تدعى ميجا سيتي وان تدور أحداثها في أرض قاحلة ما بعد نهاية العالم. يذهب دريد وشريكته القاضي أندرسون (أوليفيا ثيرلبي) إلى مبنى ناطحة سحاب من 200 طابق لفرض القانون وإعدام رئيس مافيا المخدرات المقيم، ما-ما (لينا هيدي). بدأ جارلاند كتابة السيناريو للفيلم في عام 2006، على الرغم من أن تطوير هذا التعديل الجديد للقاضي دريد، غير المرتبط بفيلم 1995 الذي يحمل نفس الاسم، لم يتم إصداره حتى ديسمبر 2008. من إنتاج الاستوديو البريطاني دي أن آيه فيلمز، بدأ التصوير في نوفمبر 2010، حيث تم استخدام الكاميرات ثلاثية الأبعاد على نطاق واسع. كانت مواقع التصوير في كيب تاون وجوهانسبرغ. تم عرض دريد لأول مرة في 7 سبتمبر 2012 في المملكة المتحدة وفي 21 سبتمبر من نفس العام في بقية العالم. كانت مراجعات الفيلم إيجابية فيما يتعلق بالتأثيرات المرئية، وطاقم العمل والحركة. ومع ذلك، تلقى الفيلم بعض المراجعات السلبية التي ركزت بشكل أساسي على تصور عدم وجود عناصر ساخرة نموذجية للقصة الهزلية التي تحمل نفس الاسم والعنف المفرط. على الرغم من الاستقبال النقدي العام الجيد، تمكن الفيلم فقط من جمع ما يزيد قليلاً عن 41 مليون دولار في المسارح، من ميزانية تقديرية تبلغ حوالي 45 مليون دولار. أصبح الفيلم أكثر نجاحًا بعد نشر الطبعات المنزلية، وأصبح يعتبره الكثيرون فيلمًا عبادة. جعل شباك التذاكر المنخفض في المسارح تكملة غير محتملة، لكن العدد الكبير من مبيعات الإصدارات المنزلية وجهود المعجبين المدعومين من دار نشر 2000، ريبليون، أبقت على إمكانية وجود فيلم ثانٍ.

## القصة
في المستقبل القريب، أصبحت الولايات المتحدة أرضًا قاحلة دمرها النشاط الإشعاعي، والمعروفة باسم الأرض الملعونة. على الساحل الشرقي توجد ميجا سيتي وان، وهي مدينة ضخمة كبيرة يبلغ عدد سكانها أكثر من 800 مليون شخص حيث تحدث 17000 جريمة يوميًا. المسؤولون عن إنهاء الفوّضى وفرض النظام هم ضباط إنفّاذ القانون الذين يُطلق عليهم اسم القُضاة، ويعملون في نفس الوقت كقضاة ومحلفين وجلادين. يوجه «كبير القضاة» (راكي أيولا) لهذه المنظمة القاضي دريد (كارل أوربان) لتقييم مجند جديد، كاساندرا أندرسون (أوليفيا ثيرلبي)، الذي تتمتع بصلاحيات نفسية لكنها فشلت في اجتياز اختبارات الكفاءة لتصبح قاضياً.
في بيتش تريز، برج سكني مكون من 200 طابق، يقوم رئيس العصابات مادلين مادريجال، المعروف باسم ما-ما (لينا هيدي)، بإعدام ثلاثة من تجار المخدرات المتمردين، وتمزيق جلودهم ورميهم في ردهة البرج من الأرض رئيسي، بعد إعطائهم جرعة من (Slo-Mo) سابقًا، وهو عقار جديد شديد الإدمان يقلل من الإدراك المؤقت بنسبة تصل إلى 1٪ من المعتاد. يذهب دريد وأندرسون للتحقيق في هذه الجريمة ونفذوا مداهمة على أحد منافذ هذا العقار. اعتقلوا سفاحًا يُدعى كاي (وود هاريس)، تقرأ أندرسون أفكاره كاشفه أنه كان أحد المسؤولين عن إعدام المُتجِرين. قرر دريد استجوابه، وردا على ذلك تتولى عصابة ما-ما السيطرة على الإجراءات الأمنية للبرج وتغلق المبنى بحجة إجراء اختبار أمني، مما يمنع الأبطال من مغادرة المبنى أو التمكن من طلب المساعدة. يعطي ما- ما الأمر بقتل دريد واندرسون، مما يجبر القضاة على محاربة العشرات من السفاحين المسلحين أثناء تسلقهم طوابق البرج. عند الوصول إلى الطابق 76، اعتدى عليهم ما-ما ورجاله باستخدام مدافع فولكان، مما أدى إلى هدم العديد من جدران المبنى وقتل العديد من السكان. تمكن القاضيان من الخروج عبر أحد الجدران الخارجية إلى شرفة المبنى، مما يسمح لهما بطلب التعزيزات. في هذه الأثناء، ترسل ما-ما مساعدها كالب (واريك جرير) بحثًا عن القضاة. عندما وجدهم، ألقى دريد كاليب من البًرج على من مرأى ما- ما. يشتبه دريد في أن ما- ما يائسه من كاي ألا يعترف أمام القضاة. تقرأ أندرسون أفكار كاي، مدركه أن بيتش تريز هي مركز إنتاج وتوزيع الأدوية في سلو-مو. تقترح أندرسون أن يختبئوا أثناء انتظار المساعدة، لكن دريد يصر على أنهم يواصلون تسلق طوابق البرج بحثًا عن ما-ما. رد القاضي فولت والقاضي جوثري على دعوة دريد، لكن خبير الكمبيوتر في ما-ما (دومينال جليسون) منع دخولهم إلى المبنى، وأقنعهم بأن النظام الأمني للمبنى يواجه مشاكل. يواجه مراهقان مسلحان دريد وأندرسون، مما سمح لكاي بنزع سلاح أندرسون واختطافها، وإحتجازها كرهينة في قاعدة عمليات ما-ما في الطابق العلوي من البرج. في طريقهما إلى قاعدة ما-ما، اتصلت بالقضاة الفاسدين ليكس وكابلان وتشان وألفاريز. الأربعة يعفون فولت وجوثري من حراسة المبنى ويدخلون إليه. يلتقي دريد في وقت لاحق مع تشان ويشتبه فيه لأنه لا يسأل عن مكان أندرسون. يهاجم تشان دريد لكنه تمكن من قتله. في هذه الأثناء، يحاول كاي قتل أندرسون باستخدام سلاحه، لكن ماسح الحمض النووي الخاص بالبندقية لا يتعرف عليه وينفجر وينفجر ممزق ذراعه. يسمح هذا لأندرسون بالهروب، ومقابلة كابلان الذي يقتله بعد قراءة عقله واكتشاف أنه أحد القضاة الفاسدين. في مكان آخر من البرج، قتل دريد ألفاريز لكن ذخيرة نفدت، وتلقى رصاصة من ليكس في البطن. يقترب منه ليكس لقتله، لكن دريد تمكن من تأخيره لفترة كافية حتى يصل أندرسون إلى مكانهم ويقتل ليكس. يحصل أندرسون ودريد على كود شقة ما-ما من خلال استجواب خبير الكمبيوتر الخاص بها ومواجهتها. أخبرت ما-ما دريد أنها إذا ماتت توجد عبوة ناسفة في معصمها، فستقوم بتفجير العديد من المتفجرات الموضوعة في الطوابق العليا من البرج، مما يؤدي إلى تدمير المبنى. يعتقد دريد أن إشارة المفجر لن تكون قادرة على الوصول إلى المتفجرات من الطابق الأول من البرج، لذلك يتسبب في قيام ما-ما باستنشاق جرعة من سلو-مو بالقوة وإلقائها في ردهة المبنى. بعد هذه الأحداث، غادر القاضيان المبنى بينما سيطرت قوات الأمن على البرج. يفترض أندرسون أن تقييمه قد فشل وغادر، لكن «رئيس القضاة» يسأل دريد نتيجة التقييم وأجاب بأن أندرسون قد تمت الموافقة عليه.

## طاقم التمثيل
- كارل أوربان في دور القاضي دريد

يعتبر القاضي دريد في الفيلم أحد أشهر القضاة وأكثرهم رعبا. وصفه المنتج ألون رايش بأنه «شخصية متطرفة، تقيم العدالة مع افتقار شديد إلى التحيز». كان أوربان هو الشخص الذي عُرض على المنتجين للدور، والذي وجده صعبًا لأن الشخصية لم تخلع خوذته أبدًا واضطر إلى إظهار المشاعر دون استخدام عينيه. رأى أوربان دريد كرجل عادي، مع عمل شاق للغاية في مجتمع مجزأ، قارن بطولته ببطولة رجل إطفاء. كما تطلب الدور إعدادًا بدنيًا جيدًا، لذلك تدرب بشكل مكثف لتحقيق لياقة بدنية كبيرة. حضر دروسًا في التعامل مع الأسلحة وتقنيات الشرطة لتعلم كيفية العمل في تبادل لإطلاق النار وكيفية القبض على المجرمين وإجبار الأبواب، وأصر على تنفيذ مشاهد القيادة الخطرة الخاصة به في الفيلم. لعب شخصية دريد بنبرة صوتية قاسية وقوية، والتي وصفها بأنها «عظمة قطع المنشار» والتي واجه صعوبة في الحفاظ عليها طوال التصوير.
- أوليفيا ثيرلبي بدور القاضية كاساندرا أندرسون

كاساندرا أندرسون قاضية مبتدئة ولديها طفرة جينية تمنحها قدرات نفسية  تسمح لها بالشعور بأفكار وعواطف الآخرين. جعلت ثيرلبي شخصيتها تتناقض مع شخصية دريد من منظور «أبيض وأسود»، ووضعت أندرسون في «منطقة رمادية حيث يتم تضخيم كل شيء أو تعتيمه من خلال حقيقة أنها تعرف ما يحدث داخل الناس». كان عليها أن تتدرب على استخدام الأسلحة وتقنيات القتال، والشخصية مستوحاة جزئيًا من المغنية ديبي هاري.
- لينا هيدي بدور مادلين مادريجال، «ما-ما»

ما-ما عاهرة سابقة تحولت إلى رئيس عصابة إجرامية مخصصة لبيع المخدرات، والمورد الوحيد سلو-مو، وهو عقار جديد يسبب إدمانًا كبيرًا. كان تصويرها للشخصية مستوحى من المغنية باتي سميث. وصف رايش هذه الشخصية بأنها «شخص لا يهتم على الإطلاق بما يعتقده أو يشعر به الآخرون، ويفعل دائمًا ما يريد». صرح هيدي، «أعتقد أن ما-ما هو مثل سمكة قرش بيضاء كبيرة الحجم تنتظر شخصًا أكبر وأقوى ليُرى ويقتل». قبل أن يتم اختيارها لهذا الدور، كان يُعتقد أن شخصية Ma-Ma هي امرأة تعاني من السمنة والندوب.
- وود هاريس في دور كاي

كاي هو أحد أتباع ما-ما.  وصف هاريس الشخصية بأنها شريرة، لكنه لا يبدو أسوأ من القضاة، مشيرًا إلى أن «دريد يتجول حرفيًا ليحكم ويقتل الناس إذا فعلوا شيئًا خاطئًا ... أي شخص يعارض النظام يمكن أن ينتهي به الأمر إلى أن يكون سيئ ... أعتقد أن كاي يبرر بهذه الطريقة محاربته في ذهنه».
يشمل طاقم العمل أيضًا دومينال جليسون كخبير كمبيوتر للفرقة،  واريك جرير في دور كالب، اليد اليمنى لما-ما، ديوبيا أوباري في دور تي جيه، طبيب بيتش تريز، فرانسيس تشولر في دور القاضي جوثري،  دانيال هادبي كقاضي فولت وراكي أيولا في منصب «رئيس القضاة». يلعب لانجلي كيركوود وإدوين بيري وكارل ثانينج وميشيل ليفين دور القضاة الفاسدين ليكس وألفاريز وتشان وكابلان على التوالي. كما يقوم ببطولة جونيور سينغو في دور عاموس ولوك تايلر في دور فريل، الشابان اللذان يواجهان دريد، وجيسون كوب في دور زويرنر، المتنمر الذي مات على يد دريد في المشهد الأول من الفيلم، جو فاز في دور بيج جو وسكوت سبارو. مثل جافيت، اثنان من بلطجية ما-ما، ونيكول بيلي في دور كاثي، زوجة جافيت.

## الإنتاج

### التطوير
تم الإعلان عن تطوير الفيلم لأول مرة في 20 ديسمبر 2008، على الرغم من أن أليكس جارلاند قد بدأ بالفعل العمل على السيناريو في عام 2006. أنتج الاستوديو البريطاني دي إن أيه فيلم الفيلم بالتعاون مع وكالة IM العالمية لتوزيع الحقوق. في مايو 2010، وافق مالك إي إم غلوبال، ريلييانس بيغ بيكجرز على المشاركة في تمويل مشروع ثري دي بميزانية إجمالية قدرها 45 مليون دولار، وجدولة بدء التصوير لنهاية عام 2010، في جوهانسبرج، جنوب إفريقيا . تم اختيار بيت ترافيس كمخرج وسيكون جارلاند وأندرو ماكدونالد وألون رايش هم المنتجون. كان دنكان جونز قد تلقى سابقًا عرضًا ليكون مخرج الفيلم،  ولكن في مقابلة عام 2010 ذكر أن وجهة نظره للفيلم كانت غير تقليدية ولن تكون مناسبة لسيناريو جارلاند. في سبتمبر 2010 أُعلن أن عنوان الفيلم سيكون دريد.
بدأ ما قبل الإنتاج في 23 أغسطس 2010 في استوديوهات كيب تاون السينمائية في كيب تاون. في مؤتمر سان دييغو الدولي للكاريكاتير لعام 2010، أكد أوربان أنه قد عُرض عليه دور القاضي دريد، وفي 18 أغسطس 2010، تم الإعلان رسميًا عن أنه سيشارك في الفيلم. في سبتمبر 2010، تم الإعلان رسميًا عن أن ثيرلبي ستلعب دور كاساندرا أندرسون. في نفس الشهر خلال مهرجان تورونتو السينمائي الدولي، حقق الفيلم حوالي 30 مليون دولار من المبيعات للموزعين في 90٪ من أسواق الأفلام. تضمنت هذه المبيعات صفقة بقيمة 7 ملايين دولار مع الموزع البريطاني إنترتينمنت فيلم ديستريبيوتر.
في 2 نوفمبر 2010، حصلت لايونز غيت إنترتينمنت على حقوق التوزيع في أمريكا الشمالية للفيلم. انضم هيدي إلى فريق العمل للعب ما-ما في يناير 2011. قام جون واغنر، مؤلف الكوميديا الأصلية القاضي دريد، ببطولة الفيلم كمستشار، وفي عام 2012 أكد أن الفيلم سيكون تعديلًا جديدًا للكتاب الهزلي وليس جديدًا نسخة من فيلم القاضي دريد عام 1995 بطولة سيلفستر ستالون.

### السيناريو
بدأ جارلاند كتابة سيناريو دريد أثناء عملية تحرير فيلم آخر شارك فيه ككاتب سيناريو، صن شاين، وأكمل الرسم الأول أثناء عمله كمنتج تنفيذي في مجموعة 28 أسبوعًا لاحقًا. ركز هذا الرسم على أحد أعداء دريد الرئيسيين، "القاضي بالموت". وصف جارلاند هذه القصة بأنها "ارتجال في نظام القضاة"، لكنه علق بأن الفكرة لم تنجح لأن هذا النظام لم يتم إنشاؤه بعد من قبل المشاهد وتطلب الكثير من المعرفة بالكوميديا من قبل الجمهور. كما اعتبر أن النتيجة النهائية ستكون سريالية ومتطرفة للغاية، لذلك قرر أن تظل القصة أكثر تركيزًا وواقعية. بدلاً من هذا المفهوم الأولي، فكر في تكييف بعض الخطوط التاريخية للقاضي دريد، بما في ذلك تلك التي تحمل عنوان "الديمقراطية" (1986) و"الأصول" (2006). ومع ذلك، في النهاية، تجنب هذه القصص الطويلة لصالح قصة أقصر تركز على حياة دريد اليومية ويلعب دوره كضابط شرطة في البيئة البائسة في ميجا سيتي وان. لتطوير شخصية القاضي دريد، حاول جارلاند البقاء وفيا لشخصية الكوميديا، والتي تظهر تغيرات صغيرة في الشخصية على مدى فترة طويلة من الزمن. وقال في مقابلة: "اعتقدت أن دريد لا يمكن أن يكون له وحي كبير، لكن بالتأكيد هناك تغيير فيه أثناء سير الفيلم. إنه يدلي ببيان قوي في بداية الفيلم، يتعارض مع نهايته". . من هنا يأتي التغيير". للتعويض عن جمود شخصية دريد، أعطى جارلاند شخصية أندرسون تطورًا أكثر تقليدية.
عند سؤاله عن مكان تصوير الفيلم في مبنى بيتش تريز، صرح جارلاند أن هذه المباني «كانت مثل مدن الدولة الصغيرة». ومع ذلك، حدت ميزانية الفيلم من قدرته على تمثيل بعض الجوانب الهزلية لـ ميغا سيتي ون، مثل الروبوتات والأجانب. خلال عملية الإنتاج، أرسل جارلاند نصه إلى فاغنر لمراجعة أجزاء من الحوارات، والتي نقحها اوربان لاحقًا في عملية التصوير نفسها.

### التصميم
أثناء عملية التصميم، قرر المنتجون أن دريد يجب أن يبدو نحيفًا، مثل الملاكم، بدلاً من أن يبدو عضليًا جدًا. كما قاموا بإجراء تغييرات على زي القاضي من الشريط الهزلي، وإزالة شخصية نسر على كتف الزي الرسمي لإعطاء مزيد من التركيز على وظيفته وجعله يبدو أكثر واقعية. مع الحفاظ على وفائه للكوميديا، لم يظهر وجه دريد بالكامل، فقط فمه، ولا يخلع خوذته في أي وقت من الفيلم. ادعى أوربان أن هذا أعاد تأكيد دور دريد باعتباره «الممثل المجهول للقانون» وأنه «كان جزءًا من لغز [الشخصية].» 
تم تطوير سلاح دريد، المسمى المُشّرع "Lawguiver"، كسلاح يعمل بكامل طاقته، استنادًا إلى نظام إطلاق بارابيلوم Parabellum 9 × 19 ملم، وهو قادر على إطلاق ذخيرة حقيقية وتغيير وضع إطلاق النار من تلقائي إلى شبه آلي. دراجته النارية، المسماة المُشرف "Lawmaster"، كانت دراجة نارية حقيقية معدلة سعة 500 سي سي. لقد أضافوا هدية كبيرة تضمنت مدافع رشاشة ووضعوا عليها بعض العجلات الكبيرة لكنهم احتفظوا بوظائف السيارة. أصر أوربان على تصعيد نفسه في التصوير بدلاً من الاستفادة من المؤثرات البصرية والكروم. وصف فاغنر هذه الحاجة إلى إجراء تعديلات من المواد المصدر، وذكر أنه في فيلم عام 1995 السابق، أدت محاولة النسخ المتماثل للدراجة الهزلية المصورة مباشرة إلى عدم قدرتها على الدوران بسبب الحجم الكبير للعجلات.
بدأ جارلاند ومشرف المؤثرات الخاصة جون ثوم في تطوير مفهوم تسلسلات سلو-مو في عام 2009، أثناء تصوير فيلم لاتدعني أذهب. لقد جربوا إعادة إنتاج التأثيرات المرئية للأدوية المهلوسة لتحديد المدة التي يجب أن تستمر فيها هذه المشاهد دون التسبب في إلهاء المشاهد. استمروا في تطوير وتعديل هذا التأثير حتى نهاية تحرير الفيلم وتعديل الألوان والتشبع والتأطير وحركة الكاميرا. تشتمل مشاهد سلو-مو على نظام ألوان قزحي الألوان وإبرازات ساطعة لإنشاء تأثير غير واقعي «آخر عالم آخر». بالنسبة للجروح الجسدية قاموا باختبارها باستخدام أكياس من الدم والأطراف الاصطناعية والهواء المضغوط، واختاروا الأخير في النسخة النهائية من الفيلم. ذكر جارلاند أن مفهوم هذه المشاهد مستوحى من أفلام وثائقية عن الطبيعة تستخدم التصوير الفوتوغرافي عالي السرعة لتسجيل الحيوانات بالحركة البطيئة. كان الفنان الهزلي جوك مسؤولاً عن إنتاج الفن التصوري لتصميم الفيلم.

### التصوير
بدأ التصوير في 12 نوفمبر 2010 في كيب تاون، بميزانية قدرها 45 مليون دولار، واستمر قرابة 13 أسبوعًا، مع وحدة تصوير ثانية استمرت سبعة أسابيع أخرى. كانت مواقع التصوير في استوديوهات جوهانسبرغ واستوديوهات كيب تاون السينمائية. قرر المنتجون التصوير في جنوب إفريقيا بسبب انخفاض تكاليف رواتب الموظفين مقارنة بأوروبا وأمريكا الشمالية، وبسبب الحوافز. وكالات حكومية عرضت استرداد تصل إلى 25٪ من تكاليف الإنتاج. تم تصوير الفيلم بصيغة رقمية وثلاثية الأبعاد باستخدام كاميرات ريد إم إكس وإس آي 2 كيه وفانتوم فليكس عالية السرعة. تم تغيير بعض العناصر ثنائية الأبعاد إلى ثلاثية الأبعاد أثناء عملية التحرير.
قام أندرو ماكدونالد، أحد مؤسسي شركة دي أن أيه فيلمز، بتوظيف أنتوني دود مانتل لتنسيق التصوير، وهي المرة الأولى التي عمل فيها بتنسيق ثلاثي الأبعاد. أراد المنتجون أن يكون لدى دريد صورة واقعية عميقة، مستوحاة من أفلام العصابات والشرطة. بالنسبة لمشاهد الحركة البطيئة التي تصور تأثيرات سلو-مو، حاول مانتل إنشاء صور اعتبرها «جميلة ولكنها مربكة».
تم إنشاء ميجا سيتي ون وأبراج ناطحات السحاب في كيب تاون فيلم ستوديوز. المشهد الذي قتل فيه ما-ما وعصابته مئات الأشخاص أثناء محاولتهم قتل دريد تطلب عشرة أيام من التصوير في ثمانية أماكن مختلفة داخل الاستوديو وخارجه، والتي انضمت إليها فيما بعد مؤثرات خاصة. واجه الفريق صعوبة في العثور على مكان مناسب لتمثيل ردهة برج بيتش تريز، بالإضافة إلى الحصول على صور جوية في جوهانسبرج بسبب عدم الحصول على تصاريح طيران المروحية المقابلة. فيما يتعلق بجماليات الفيلم، ذكر مانتل أن فكرته كانت الحصول على مزيج بين بليد رنر وأ كلوك وورك أورانج. كان جارلاند حاضرًا طوال فترة التصوير، واعتاد أوربان التشاور معه حول قضايا الإدارة بدلاً من الذهاب مع ترافيس.

### الإصدار
خضعت التأثيرات المرئية المستخدمة لتمثيل ميجا سيتي وان لعدة تغييرات خلال الإصدار، بما في ذلك تصميم وموقع أبراج المدينة، في محاولة لخلق الصورة التي نمت بها المدينة من بقايا أخرى. نظرًا لأن تكرار صور الرسوم الهزلية كانت الأبراج قريبة جدًا من بعضها وتعطي انطباعًا بأنها صغيرة جدًا، فقد قرروا وضعها بعيدًا عن بعضها البعض لإبراز صورة المباني الكبيرة، مما يسمح بإدراج الشوارع والسيارات كاستقراء خارجي الصورة. في 7 أكتوبر 2011، ذكرت صحيفة لوس أنجلوس تايمز أن ترافيس لم يعد مسموحًا له بالمشاركة في عملية التحرير بعد خلاف إبداعي مع منتجي الفيلم، لذلك تحمل جارلاند مسؤولية مواصلة العملية. اعتبرت مساهمته كبيرة بما يكفي ليتم اعتمادها كمخرج مشارك للفيلم. في 10 أكتوبر من ذلك العام، أصدر ترافيس وجارلاند بيانًا عامًا مشتركًا يفيد بأنهما قد توصلتا إلى اتفاقية «تعاون غير تقليدي» قبل بدء الإنتاج، وأن ترافيس كان لا يزال يشارك في الفيلم، وأن جارلاند لا يريد اعتماد مخرج مشارك. من نفس الشيء.

### موسيقى
كان بول ليونارد مورجان مسؤولاً عن تأليف الموسيقى التصويرية للفيلم،  وخلق موضوعات موسيقية صناعية متنوعة لمواكبة الإعداد المستقبلي للفيلم. استخدم أجهزة المزج الحديثة ووحدات الصوت لإنشاء مجموعات صوتية متنوعة وتطبيق تشويه وتأثيرات أخرى على النتيجة. بالنسبة إلى المشاهد التي تُظهر تأثيرات عقار سلو-مو، قام بتأليف مسارات جديدة بأدوات حقيقية قام فيما بعد بتقليل سرعة التشغيل لتتناسب مع الصورة، ووصل إلى النسبة التي كانت ثانية واحدة من المسار الموسيقي تعادل 10 دقائق من اللقطات.وفوق هذا الصوت، أضافت السرعة المنخفضة موسيقى في الوقت الفعلي لإنهاء المسارات. كانت أغنية جاستن بيبر المعدلة بمثابة مصدر إلهام لموضوعات سلو-مو. ادعى جارلاند أن جيف بارو من مجموعة بورتيشيد كان هو الذي أرسل له موضوع بيبر عن طريق خفض سرعة التشغيل حوالي 800 مرة، والتي استخدمها لاحقًا في الفيلم مؤقتًا حتى أنهى تأليف موضوعات الموسيقى التصويرية.
يتضمن الفيلم أيضًا أغاني لفنانين مختلفين مثل "بويزون ليب" لـ فيتاليك و "دوبستريد " لـ يان ماكولوغ وغيما كيكس و"سنوف بوكس" لمات بيري و"بونتياك مون" لروبرت ج. دع لا أحد يحولك) "بوبي ووماك.

### الإعلان
بدأ الإعلان الفيروسي على موقع «تقرير دريد»، وهو عبارة عن هجاء لموقع «تقرير الكادح»، والذي تضمن مقطع فيديو يدين استخدام عقار سلو-مو وشمل روابط لأخبار عن الفيلم. تم نشر كتاب هزلي متعلق بالفيلم، كان بمثابة سابقة لقصة الفيلم، يحكي قصة تحول ما-ما من الدعارة إلى التحكم في توزيع عقار سلو- مو. . كان مات سميث كاتب هذا الكوميدي، مع رسوم توضيحية لهنري فلينت، وتم إصداره في 5 سبتمبر 2012. في سبتمبر 2012، تم إصدار ملصق حصري به رسوم توضيحية من جوك للترويج للفيلم في إصدار ذلك العام من فانتاستيك فيست. فازت حملة دريد التسويقية بجائزة غولدن تريلر اورد في فئة أفضل إعلان تلفزيوني تشويق بالإضافة إلى 6 ترشيحات أخرى في هذه الجوائز. وفقًا لمقالات إخبارية مختلفة، ساهمت ليونز غيت بحوالي 25 مليون دولار في تكاليف الإعلان والطباعة في هذه الحملة.

## العرض الأول
عرض دريد لأول مرة في مؤتمر سان دييغو الدولي للكاريكاتير في 11 يوليو 2012،  وتم عرضه لاحقًا في مهرجان تورونتو السينمائي الدولي في 6 سبتمبر من ذلك العام  وفي مهرجان Fantastic Fest في وقت لاحق من ذلك الشهر. تم عرضه لأول مرة في دور العرض في 7 سبتمبر 2012 في المملكة المتحدة وفي 21 سبتمبر من نفس العام في بقية أنحاء العالم،  باستثناء جنوب إفريقيا حيث تم عرضه لأول مرة في 28 سبتمبر 2012.

### التحصيل في دور السينما
جمع دريد حوالي 13.4 مليون دولار في أمريكا الشمالية و 27.6 مليون دولار في الأسواق العالمية الأخرى،  مما جعل إجمالي 41 مليون دولار في دور العرض في جميع أنحاء العالم. في المملكة المتحدة، حقق الفيلم 1.05 مليون جنيه إسترليني (1.7 مليون دولار) من 415 دار سينما في البلاد خلال الأسبوع الأول من الإصدار. وهذا يعني أن الفيلم كان رقم واحد في شباك التذاكر في البلاد في نهاية هذا الأسبوع، وكان الأول مقصورًا على أولئك الذين تجاوزوا 18 عامًا والذين حققوا هذه الحقيقة منذ سو ثري دي في عام 2010. في أسبوعه الثاني كان الفيلم خامس أعلى إيرادات، حيث بلغت إيراداته 769381 جنيهًا إسترلينيًا. تم عرض دريد بشكل أساسي في صورة ثلاثية الأبعاد في المملكة المتحدة، حيث كان توزيع النسخ ثنائية الأبعاد لدور السينما مقيدًا بشكل ملحوظ من قبل الموزع نفسه. في المجموع، حقق الفيلم حوالي 6.9 مليون دولار في المملكة المتحدة. في أمريكا الشمالية، قدرت توقعات العرض المسبق أن الإيرادات ستكون بين 8 ملايين دولار و 10 ملايين دولار في عطلة نهاية الأسبوع الافتتاحية، بناءً على تصنيف أفلام البالغين والسمعة السيئة لفيلم عام 1995. في يوم الافتتاح، كانت الإيرادات 2.2 مليون دولار،  احتلت المرتبة السادسة في الإيرادات في نهاية عطلة نهاية الأسبوع، مع حوالي 6.3 مليون دولار من 2506 مسارح. أظهرت البيانات الديموغرافية أنه خلال هذا العرض الأول في نهاية الأسبوع، كان غالبية الجمهور من الرجال (75٪) فوق سن 25 (69٪). انتهى عرض الفيلم في أمريكا الشمالية في 1 نوفمبر 2012، بعد 42 يومًا من صدوره. خارج المملكة المتحدة وأمريكا الشمالية، حقق الفيلم أكبر نجاح تجاري في الصين (4.5 مليون دولار) وروسيا (4 ملايين دولار) وأستراليا (2 مليون دولار).

### الطبعات المحلية
تم إصدار دريد على أقراص دي في دي، وبلو راي، وديجتال داونلود في 8 يناير 2013 في أمريكا الشمالية وفي 14 يناير من ذلك العام في المملكة المتحدة. احتوى إصدار بلو راي على نسختين ثنائية وثلاثية الأبعاد بالإضافة إلى نسخة رقمية، وتضمنت إصدارات دي في دي وبلو راي سبعة أجزاء من المحتوى الإضافي. في الأسبوع الأول من بيعه في المملكة المتحدة، وضع دريد المرتبة الأولى على مخططات مبيعات دي في دي وبلو راي. وصلت إلى هذا المركز نفسه في أمريكا الشمالية في الأسبوع الأول من النشر، مع بيع حوالي 650.000 وحدة، وكان التنزيل الرقمي الأعلى مبيعًا خلال تلك الفترة. ارتفعت المبيعات في المملكة المتحدة بشكل حاد في يونيو 2013 بعد شائعة مفادها أنها يمكن أن تؤثر على قرار دي أن أيه فيلمز لإنتاج تكملة جديدة. اعتبارًا من سبتمبر 2013، أشارت التقديرات إلى أن دريد تمكن من جمع حوالي 10 ملايين دولار من مبيعات الإصدار المحلي في أمريكا الشمالية وحدها.

## إستقبال النقاد
لاقى الفيلم استحسان النقاد بشكل عام. . حقق موقع الطماطم الفاسده تقييمًا بنسبة 78٪، استنادًا إلى 147 تقييمًا، بمتوسط 6.5 من 10. ينص الإجماع النقدي على هذا الموقع على ما يلي: «مدفوعًا بالعنف المتهور والتأثيرات الخاصة المثيرة للإعجاب، المتجذرة في السخرية نفسها وروح الدعابة المتحفظة، دريد 3D هو مثال غير عادي لنسخة جديدة من الفيلم تعمل بالفعل.» في ميتاكريتيك حقق الفيلم درجة 59 من أصل 100، بناءً على 29 مراجعة ، بينما في مسح سينما سكور، كان متوسط الدرجة التي حصل عليها من "B" على مقياس من A + إلى  F.
بعد عرضه لأول مرة في مؤتمر سان دييغو الدولي للكاريكاتير سان دييغو كومك كون إنترناشونال لعام 2012، تلقى دريد تقييمات إيجابية. أعطتها أي جي أن درجة 8 من أصل 10 مشيرة إلى أن «دريد هي دراسة للشخصية، مدفوعًا أساسًا بالعنف والعمل.» صرح إنديفير عن أداء كارل أوربان بأنه "يواصل تمييز نفسه كممثل متعدد الاستخدامات قادر على تحويل التقليد إلى معنى عاطفي." منح كريس هيويت من مجلة إمباير الفيلم تصنيفًا قدره 3 من أصل 5 نجوم، حيث تحدث بشكل إيجابي عن أداء أوربان،  بينما وصف جيف بيركشاير من فاريتي الفيلم بأنه «كئيب وخام وعنيف للغاية» وأشاد بأداء ثيرلبي لكونه مضيفًا لـ قصة الفيلم العاطفية.
وصف دارين فرانيش من إنترتينمنت ويكلي الفيلم بأنه «كوميديا ملطخة بالدماء بشكل مظلم» وأشار إلى أوربان لأدائه، والذي وصفه بأنه «موثوق ومثير للسخرية باستخدام ما يزيد قليلاً عن صوته وذقنه». فيليم أونيل من صحيفة الجارديان أعطاها تصنيف 4 من أصل 5 نجوم وسلط الضوء بشكل إيجابي على أداء أوربان. أشارت لورا سنيدون من صحيفة نيوز ستيتزمنت إلى أن دريد اجتاز اختبار بشديل، حيث صورت بشكل إيجابي الشخصيات النسائية في الفيلم. سلط سنيدون الضوء على شخصية أندرسون وهي تمارس سلطته على الرجال الذين يقللون من شأنها، بينما أشار إلى أن ما-ما يُظهر ذكاءً وقسوة أكثر من أي فرد من أفراد عصابته. كتب ستيفن دالتون من هوليوود ريبورتر أن الفيلم يفتقر إلى «الفكاهة القاتمة والساخرة والبريطانية للغاية للكوميديا الأصلية» وأن بعض ميزات الفيلم قد تخيب آمال عشاق الكتاب الهزلي المستوحى منه. ومع ذلك، سلط دالتون الضوء بشكل إيجابي على الفيلم ككل في سياق نوع العمل والخيال العلمي.
تلقى الفيلم في وسائل الإعلام الأمريكية بعض الآراء السلبية. ادعى مارك أولسن من صحيفة لوس أنجلوس تايمز أن الفيلم كان «سلسلة رتيبة من المواجهات مع الأشرار»،  وصفه فرانك لوفيتشي من نيوزداي بأنه فيلم «خام بلا روح»،  وكايل سميث من نيو وصفته يورك بوست لدريد بأنه «فيلم متكرر وصاخب». وصفه ستيفن ويتي من ستار ليدجز بأنه «رمادي وقبيح» وقال عن الفيلم إنه لا يقدم شيئًا جديدًا للمشاهد خارج التسلسلات التي تصور تأثيرات الدواء في حركة بطيئة.
استقبل النقاد التأثيرات المرئية وتسلسلات الحركة البطيئة جيدًا. صرحت بيركشاير أنها كانت رائعة وجذابة، مع «استخدام مثير للإعجاب للثلاثي الأبعاد»،  كتب هيويت أن «استخدام ثلاثي الأبعاد ممتاز ويبرز في مشاهد سلو مو»،  وقارن دالتون النمط المرئي بشكل إيجابي لأفلام الخيال العلمي الأخرى مثل المنطقة 9 و28 يومًا لاحقًا. فاز دريد بجائزة ذا آرت أوف ثري دي وكان أحد المرشحين النهائيين في فئتي «أفضل فيلم بريطاني» و«أفضل خيال علمي/ فيلم فنتازي» في حفل توزيع جوائز إمباير 2013.
تحدث مؤلف الكتاب الهزلي، القاضي دريد، جون واغنر، الذي انتقد نسخة عام 1995، بشكل إيجابي عن هذا الكتاب الهزلي الجديد. قال: «أحببت الفيلم. لقد كان، على عكس الفيلم الأول، تصويرًا حقيقيًا للقاضي دريد ... كان كارل أوربان دريد جيدًا ... أوليفيا ثيرلبي كانت ممتازة في دور أندرسون.»  تم التعرف على دريد على نطاق واسع على أنه فيلم عبادة منذ إصداره،  وقد قارن بعض النقاد الفيلم بـ الغارة: خلاص البشر، وهو فيلم أكشن آخر تم إصداره قبل عدة أشهر، مما يشير إلى أن العديد من الأفلام المشابهة جعلت عناصر القصة والإعداد والشخصيات دريد يبدو وكأنه عمل مشتق من الآخر.

## احتمالات فيلم جديد
في يوليو 2012 خلال لندن فيلم آند كوميك كون، صرح جارلاند أنه إذا حقق الفيلم أكثر من 50 مليون دولار في أمريكا الشمالية، فسيكون من الممكن إنتاج فيلم تكميلي جديد، وأنه كان لديه خطط لعمل ثلاثية. سيركز الفيلم الافتراضي الثاني على أصول دريد وميجا سيتي وان، بينما سيقدم الفيلم الثالث عدو دريد المسمى «قاضي الموت». صرح لاحقًا في أغسطس 2012 أن المسلسل التلفزيوني سيكون خطوة إيجابية لمسلسل دريد. في سبتمبر 2012 صرح أنه يعتزم استكشاف قصص الكتب المصورة بعنوان «الأصول» و«الديمقراطية» وتقديم شخصيات وموضوعات جديدة. في نفس الشهر ذكر ماكدونالد أن الأفلام التالية ستُصنع بالتعاون مع أي أم غلوبال ومن المرجح أن يتم التصوير في جنوب إفريقيا.
في مارس 2013، صرح المنتج التنفيذي آدي شانكار أن فيلمًا جديدًا عن دريد غير محتمل،  بينما في وقت لاحق في مايو من نفس العام ذكر أوربان أنه لا تزال هناك احتمالات لفيلم جديد بفضل استجابة المعجبين. بدأت مجموعة من محبي دريد عريضة على فيسبوك لإنتاج فيلم جديد، بدعم من عام 2000 ميلادي في يوليو 2013، ووصل إلى 80 ألف توقيع في سبتمبر من ذلك العام.
في أبريل 2013، نشرت 2000 ميلادية صورة تقترح استمرار الفيلم في شكل كتاب فكاهي مع تاريخ إصدار مقرر في سبتمبر 2013. كان هذا الكوميدي بعنوان دريد: تحت البطن وكان متاحًا كجزء من إصدار القاضي دريد مغازين 340، الذي نُشر في 18 سبتمبر 2013. في فبراير 2014، أكد أوربان أن جارلاند كان بصدد إجراء محادثات مع استوديو لإنتاج فيلم جديد عن دريد.
في أكتوبر 2014، أعلن شانكار عن إنتاج سلسلة على الإنترنت مشتقة من الفيلم، والذي سيصدر في وقت لاحق من ذلك الشهر. مسلسل الرسوم المتحركة هذا كان بعنوان القاضي دريد: سوبر فايند وكان يحتوي على ست حلقات، تم نشرها جميعًا على يوتيوب في 27 أكتوبر 2014. في وقت لاحق في مارس 2015، صرح جارلاند أن التكملة المباشرة للفيلم من غير المحتمل في المستقبل القريب ولن تشمل طاقم الفيلم الأصلي.